# Murarátka
Murarátka est un village et une commune du comitat de Zala en Hongrie.